# Landkreis Schaumburg
 For alternative betydninger, se Schaumburg. (Se også artikler, som begynder med Schaumburg)
Landkreis Schaumburg er en Landkreis i den centrale del af tyske delstat Niedersachsen, vest for Hannover. Landkreisens administration ligger i byen  Stadthagen.
Der er  155.559 indbyggere i  Landkreis Schaumburg, som er inddelt i  5 selvstændige kommuner og  7 Samtgemeinden.

## Geografi
Den nordlige del omfatter Samtgemeinden Niederwöhren, Lindhorst, Nenndorf
- Den midterste del  omfatter byerne Bückeburg, Stadthagen, Obernkirchen og Samtgemeinden Rodenberg og Nienstädt.
- Den sydlige del omfatter byen  Rinteln og kommunerne  Eilsen og Auetal.

### Nordlige del
Den nordlige del ligger på den Nordtyske Slette på nær et par bakker som Haster Wald og  Rehburger Berge.  Hagenburg er det laveste sted i  Landkreisen (38 moh.). Mod sydvest i kommunen Nenndorf er der udløbere af Deister. Her ligger Steinhuder Meer.

### Midterste del
Her ligger bjergene Deister, Bückeberg og Süntel. Bückeburg afgrænses mod vest af Harrl. Byen Stadthagen ligger i Schaumburger Börde. Samtgemeinde Rodenberg ligger i dalen Rodenberger Aue og har bjerge på alle sider.

### Sydlige del
Mod nord hæver Schaumburger Wald sig, og mod syd Lipper Bergland, i midten gennemskåret af Weser.

### Hydrografi
Landkreis Schaumburg ligger i floden  Wesers afvandingsområde, og vandløb i området ender til sidst i den. Mod nord ligger den store sø og Naturpark Steinhuder Meer.
| Flod            | Bifloder fra venstre                                                          | Bifloder fra højre | Længde | Afvandingsområde |
| --------------- | ----------------------------------------------------------------------------- | --- | ------ | ---------------- |
| Rodenberger Aue | Pohler Bach, Meinser Bach, Hülseder Bach, Riesbach, Salzbach, Rieper Flahbach | Schlierbach, Flöttenbach, Eimbeckhäuser Dorfbach, Walterbach, Altenhäger Bach, Blumenhäger Bach, Schlierbach, Ackersbeeke. Rodebach | 28 km  | 170 km²          |
| Bückeburger Aue | Schlossbach                                                                   | Hühnerbach | 39 km  | 173,014 km²      |

Weser løber gennem Rinteln, i den sydlige del af landkreisen. I Bad Nenndorf er der en karstkilde.

### Beliggenhed
Mod syd ligger landskabet præget af Weserbergland (Harrl, Süntel, Bückeberg, Deister og Wesergebirge). Mod nord, hvor  Nordtyske Slette begynder, ligger Schaumburger Wald og Naturpark Steinhuder Meer. Mod vest, ved Weser ligger i nabokreisen  Minden-Lübbecke Porta Westfalica kun få km fra kreis- og delstatsgrænsen. Mod øs har  Schaumburg gavn af nærheden  af  storbyen Hannover.

### Nabokreise
Landkreis Schaumburg grænser til (med uret fra nord) Landkreis Nienburg/Weser, til  Region Hannover og Landkreis Hameln-Pyrmont (alle i Niedersachsen) samt kreisene Lippe og Minden-Lübbecke (begge i delstaten Nordrhein-Westfalen).

### Naturschutzgebiete
Der er  18 Naturschutzgebiete i Landkreis Schaumburg . Det største (Kamm des Wesergebirges) har et areal på  452 ha, det mindste (Im Bergkamp) et areal på 2 ha.

## Byer og kommuner
Landkreisen havde 157781  indbyggere pr.  2018-12-31

I Landkreis Schaumburg ligger disse byer og kommuner
Kommuner
1. Auetal [adm: Rehren] (6250; Rehren: 1305)[5]
2. Bückeburg, bykommune (19245; hovedbyen: 12.486)[6]
3. Obernkirchen, Bergstadt (9246; hovedbyen: 5590)[7]
4. Rinteln, Stadt, selbständige Gemeinde (25484; Kernstadt: 12.330)[8]
5. Stadthagen, administrationsby (22247; hovedbyen: 16.557)[9]

Samtgemeinden med deres medlemskommuner
* Administratinsby
| - 1. Samtgemeinde Eilsen (6899) 1. Ahnsen (1028) 2. Bad Eilsen * (2579) 3. Buchholz (753) 4. Heeßen (1420) 5. Luhden (1119) - 2. Samtgemeinde Lindhorst (7770) 1. Beckedorf (1438) 2. Heuerßen (922) 3. Lindhorst * (4331) 4. Lüdersfeld (1079) - 3. Samtgemeinde Nenndorf (17449) 1. Bad Nenndorf, Stadt * (11144) 2. Haste (2704) 3. Hohnhorst (2114) 4. Suthfeld [Sitz: Helsinghausen] (1487) | - 4. Samtgemeinde Niedernwöhren (8014) 1. Lauenhagen (1320) 2. Meerbeck (1933) 3. Niedernwöhren * (2034) 4. Nordsehl (698) 5. Pollhagen (1071) 6. Wiedensahl, Flecken (958) - 5. Samtgemeinde Nienstädt (10013) 1. Helpsen * (1929) 2. Hespe (2057) 3. Nienstädt (4491) 4. Seggebruch (1536) | - 6. Samtgemeinde Rodenberg (15800) 1. Apelern (2432) 2. Hülsede (1046) 3. Lauenau, Flecken (4200) 4. Messenkamp (761) 5. Pohle (856) 6. Rodenberg, Stadt * (6505) - 7. Samtgemeinde Sachsenhagen (9364) 1. Auhagen (1237) 2. Hagenburg, Flecken (4547) 3. Sachsenhagen, Stadt * (1972) 4. Wölpinghausen (1608) |